# Dicranomyia (Dicranomyia) clavistyla
Dicranomyia (Dicranomyia) clavistyla is een tweevleugelige uit de familie steltmuggen (Limoniidae). De soort komt voor in het Neotropisch gebied.